# France Bernot
France (Franc Friderik) Bernot, slovenski geograf, * 19. avgust 1923, Brezina pri Brežicah (danes Brežice), † 4. november 2001, Sežana.

## Življenje in delo
Diplomiral je 1955 na ljubljanski Filozofski fakulteti in prav tam 1971 tudi doktoriral. Leta 1950 se je zaposlil na Hidrometeorološkem zavodu Slovenije v Ljubljani; tu je 1976 postal vodja republiške službe za opazovanje snežnih razmer in opozarjanje pred snežnimi plazovi. V raziskovalnem delu se je usmeril na področja regionalne in specialne klimatologije, meteorologije, oceanografije, nivologije in lavinologije. Sam ali v soavtorstvu je napisal  vrsto elaboratov, člankov in razprav.